# Ирина Бранкович
Ирина Бранкович (серб. Јерина Бранковић, итал. Erina)) — жена князя Кастриоти Гьона II. Была третьей дочерью сербского деспота Лазаря Бранковича и византийской принцессы Елены Палеолог, её сёстрами была королева Боснии Мария Бранкович-Котроманич и эпирская деспотиня и графиня Кефалонии и Закинфа Милица Бранкович.
От брака с Гьоном II родились:
- Константин (р. 1477 год, ум. 1500 год), Епископ Изернии
- Ферранте[3] (ум. 1561) — герцог Сан-Пьетро ин Галатина
- Мария[3] (d. 1569)